# Richard Tisei
Richard R. Tisei (/tɪˈseɪ/; sinh ngày 13 tháng 8 năm 1962) là một chính khách và nhà môi giới bất động sản người Mỹ đến từ Massachusetts. Là một đảng viên Cộng hòa, ông đã phục vụ trong cả hai phòng của Tòa án chung Massachusetts trong 26 năm, cuối cùng trở thành Lãnh đạo thiểu số trong Thượng viện Massachusetts. Ông là ứng cử viên của Đảng Cộng hòa cho chức Phó Thống đốc Massachusetts vào năm 2010 và là ứng cử viên của Quốc hội từ khu vực 6 của Massachusetts vào năm 2012 và 2014.
Tốt nghiệp Đại học Mỹ, Tisei được bầu vào Hạ viện Massachusetts năm 1984. Ở tuổi 22, ông là đảng viên Cộng hòa trẻ nhất từng được bầu vào Tòa án Chung Massachusetts. Tisei phục vụ trong Hạ viện cho đến năm 1990, khi ông được bầu vào Thượng viện Massachusetts. Ông được bầu làm Trợ lý Lãnh đạo thiểu số vào năm 1997 và Lãnh đạo thiểu số vào tháng 1 năm 2007. Ông đã không tái tranh cử vào năm 2010, thay vào đó tranh cử chức Phó Thống đốc cùng với ứng cử viên Đảng Cộng hòa Charlie Baker. Hai người này thua những người đương nhiệm của Đảng Dân chủ là Deval Patrick và Tim Murray tới 6,41%.
Tisei tranh cử vào Hạ viện Hoa Kỳ vào năm 2012, suýt thua người đương nhiệm 7 nhiệm kỳ của đảng Dân chủ John F. Tierney 1,2%. Ông tái tranh cử vào năm 2014 và đối mặt với cựu Thủy quân lục chiến Hoa Kỳ Seth Moulton trong cuộc tổng tuyển cử sau khi Moulton đánh bại Tierney trong cuộc bầu cử sơ bộ của đảng Dân chủ. Tisei lại bị đánh bại, lần này là gần 14%.  Tisei đã được chú ý khi là một trong số ít đảng viên Cộng hòa đồng tính công khai tranh cử vào Quốc hội.

## Đầu đời, giáo dục và sự nghiệp đầu đời
Tisei sinh ra ở Somerville, Massachusetts. Ông bà của Tisei là người nhập cư từ Tivoli, Italy. Là con trai của một thợ xây dựng, anh tốt nghiệp Trường Trung học Lynnfield ở Lynnfield, Massachusetts năm 1981.
Tisei đã nhận được B.A. từ Đại học Mỹ vào năm 1984. Một chuyến thăm trường trung học tới Tòa nhà Bang Massachusetts đã mang lại cho Tisei "lỗi chính trị." Năm 1982, Tisei là thực tập sinh tại Nhà Trắng tại văn phòng nội địa của Phó Tổng thống George H. W. Bush. Sau đó, Tisei thực tập tại văn phòng của Nhà lãnh đạo thiểu số của Hạ viện Massachusetts William G. Robinson.

## Đời tư
Vào tháng 7 năm 2013 Tisei và người bạn đời lâu năm Bernie Starr đã kết hôn. Họ cư trú ở Wakefield. Họ cũng sở hữu một ngôi nhà tại khu phố Katama của Edgartown, Massachusetts tại Vườn nho Martha. Từ năm 1992, Tisei là nhà môi giới bất động sản với Northrup Associate Realtors. Năm 2000, Tisei trở thành đồng sở hữu Northrup với Starr.